# Jueces 5
Jueces 5 es el cuarto capítulo del Libro de los Jueces en el Antiguo Testamento o la Biblia hebrea. Según la tradición judía, el libro fue atribuido al profeta Samuel, pero los eruditos modernos lo consideran parte de la Tradición deuteronómica, que abarca los libros de Deuteronomio a 2 Reyes, atribuidos a escritores nacionalistas y devotamente yahvistas durante la época del rey reformador de Judea Josías en el siglo VII a. C.. Este capítulo registra las actividades de la jueza Débora, perteneciente a una sección que comprende de Jueces 3:1 a Jueces 5:31.

## Texto
Este capítulo fue escrito originalmente en Lengua hebrea. Se divide en 31 Versículos.

### Testigos textuales
Algunos manuscritos antiguos que contienen el texto de este capítulo en hebreo pertenecen a la tradición del Texto Masorético, que incluye el Códice de El Cairo (895), el Códice de Alepo (siglo X) y el Códice Leningradensis (1008).
Los manuscritos antiguos existentes de una traducción al griego koiné conocida como Septuaginta (originalmente se hizo en los últimos siglos a. C.) incluyen el Codex Vaticanus (B; {\displaystyle {\mathfrak {G}}}B; siglo IV) y Codex Alexandrinus (A; {\displaystyle {\mathfrak {G}}}A; siglo V). 

## Análisis
Un estudio lingüístico de Chisholm revela que la parte central del Libro de los Jueces (Jueces 3:7-16:31) puede dividirse en dos paneles basados en los seis estribillos que afirman que los israelitas hicieron el mal a los ojos de Yahvé:
Panel Uno
A 3:7 ויעשו בני ישראל את הרע בעיני יהוה
Y los hijos de Israel hicieron lo malo ante los ojos del SEÑOR 
B 3:12 ויספו בני ישראל לעשות הרע בעיני יהוה
Y los hijos de Israel volvieron a hacer el mal otra vez ante los ojos del SEÑOR
B 4:1 ויספו בני ישראל לעשות הרע בעיני יהוה
Y los hijos de Israel hicieron el mal otra vez a los ojos del SEÑOR
Panel Dos
A 6:1 ויעשו בני ישראל הרע בעיני יהוה
Y los hijos de Israel hicieron lo malo ante los ojos del SEÑOR
B 10:6 ויספו בני ישראל לעשות הרע בעיני יהוה
Y los hijos de Israel volvieron a hacer el mal otra vez ante los ojos del SEÑOR
B 13:1 ויספו בני ישראל לעשות הרע בעיני יהוה
Y los hijos de Israel hicieron el mal otra vez a los ojos del SEÑOR
Además, a partir de la evidencia lingüística, los verbos utilizados para describir la respuesta del Señor al pecado de Israel tienen patrones quísticos y pueden agruparse para ajustarse a la división anterior:
Panel Uno
3:8 וימכרם, «y los vendió», de la raíz מָכַר, makar.
3:12 ויחזק, «y fortaleció», de la raíz חָזַק, khazaq.
4:2 וימכרם, «y los vendió», de la raíz מָכַר, makar.
Panel Dos
6:1 ויתנם, «y él les dio», de la raíz נָתַן, nathan.
10:7 וימכרם, «y los vendió», de la raíz מָכַר, makar.
13:1 ויתנם, «y él les dio,» de la raíz נָתַן, nathan
El canto de victoria atribuido a Débora en este capítulo es una de las composiciones literarias israelitas más antiguas que se conservan y data de alrededor del siglo XII a. C., aproximadamente contemporáneo con el periodo de tiempo que describe. Comparable a obras anteriores de los cananeos descubiertas en Ugarit, la composición se caracteriza por una «variedad paralelística de repetición en la que la imaginería se despliega en un estilo bellamente estratificado o impresionista», de modo que «la línea paralela añade color, matiz o contraste a su descripción vecina». Las líneas (en bicola o tricola)
suelen ser paralelas y tener una longitud aproximadamente igual. El contenido en sí se inspira en los medios de expresión tradicionales israelitas, también empleados por otros de la tradición bíblica.

## Título (5:1)
Entonces cantaron aquel día Débora y Barac hijo de Abinoam, diciendo:'
- «Cantó»: El verbo hebreo está en forma de femenino singular para indicar que la siguiente oda fue composición de Débora la profetisa, y fue cantada por ella, asistida por Barac, quien tal vez cantó las partes de la antistrofa (cf. Éxodo 15:1, 21),[16] en Versículos alternos, contestándose unos a otros, porque hay partes que Débora no podía cantar (ya que se trata de ella), así como partes que Barac no podía cantar (ya que se trata de él).[17] En la Biblia hebrea, este himno, al igual que los cantos de Moisés (Éxodo 15; Deuteronomio 32), se distingue en el formato de escritura por ser poesía.[18] En la tradición israelita un 'canto de victoria' como este es un género frecuentemente asociado a mujeres compositoras.[14]

## Cantar de Débora (5:2-31)
La estructura del Cantar de Débora es la siguiente:
| Contenido                                                                           | Versículo(s) | Estrofa |
| ----------------------------------------------------------------------------------- | ------------ | ------- |
| A. Preludio del canto (1) Alabanzas preliminares a Yahweh por lo que se va a contar | 2            | IA      |
| (2) Una llamada a escuchar la canción                                               | 3            | IA      |
| B. La venida de Yahweh el guerrero divino                                           | 4-5          | IA      |
| C. Condiciones previas a la batalla                                                 | 6-8          | IB      |
| D. Llamamiento a participar en la batalla                                           | 9-13         | II      |
| E. La respuesta de las tribus                                                       | 14-18        | III     |
| F. La batalla propiamente dicha                                                     | 19-23        | IV      |
| G. La muerte de Sisera                                                              | 24-27        | VA      |
| H. Su madre espera en vano                                                          | 28-30        | VB      |
| I. Invocación final a Yahweh                                                        | 31a          |         |

El llamamiento a escuchar esta canción contiene términos y sintaxis paralelos con la introducción formulaica 'oye/da oídos' (cf Deuteronomio 32:1; Isaías 1:2), para afirmar que YHWH, tanto la musa como el vencedor, es la fuente y el receptor último de la canción.
Los Versículos 24-27 presentan otra versión del cuento de Jael en un estilo maravillosamente económico, con la repetición que subraya el giro violento de la acción, ya que Jael es descrita como alguien que golpea, aplasta, destroza y perfora, y que al mismo tiempo sedujo y masacró al enemigo. En contraste con Jael como mujer que habita en una tienda, la madre de Sísara es una mujer noble que se asoma desde una casa con ventanas enrejadas (cf. 2 Reyes 10:30), acompañada de damas de compañía, pero en lugar de esperar la llegada de Sísara con el botín de guerra, es el propio Sísara quien ha sido despojado a manos de una mujer guerrera.

### Versículo 6
En los días de Shamgar hijo de Anath, en los días de Jael, los caminos estaban desocupados, y los viajeros caminaban por senderos.'
- «Samgar»: un juez que sucedió a Ehud (Jueces 3:31), pero quizá no vivió mucho tiempo. Durante su tiempo hasta 'ahora' (en el día de Jael), bajo la opresión de Jabín, las cosas fueron como se describen en este Versículo.[23]
- «Las calzadas estaban desocupadas»: literalmente, «mantenidas de vacaciones», como se dice en Levítico 26:22, que la hierba crecía en ellas; no había nadie que las ocupara o, como en otras partes de la Biblia hebrea,: «las calzadas yacen desiertas, el caminante cesa» (Isaías 33:8), “la tierra quedó desolada después de ellos, que nadie pasaba ni volvía” (Zacarías 7:14; cf. 2 Crónicas 15:5; Lamentaciones 1:4; Lamentaciones 4:18).[24]

### Versículo 31
¡Así perezcan todos tus enemigos, oh Yahveh! Pero que los que le aman sean como el sol cuando sale con toda su fuerza.
Así descansó la tierra durante cuarenta años. 
El abrupto estallido con el que termina la canción representa lo completo del derrocamiento, haciendo que se recuerde durante mucho tiempo como un ejemplo del triunfo de Israel sobre los enemigos de Dios (Salmo 83:9-10; Salmo 83:12-15).
- «Así descansó la tierra»: Esta afirmación no forma parte del canto, sino que concluye todo el relato (cf. Jueces 3:11; Jueces 3:30; Jueces 8:28). El relato es el último de cualquier intento de los cananeos de reconquistar la tierra que habían perdido.[24]

#### Comentarios a los versículos 1-32
El «Canto de Débora» es considerado una de las composiciones literarias más antiguas de la Sagrada Escritura, tanto por su estilo como por la situación histórica que refleja. A pesar de su tono épico y grandioso, el texto presenta imperfecciones literarias y corrupciones debidas a su prolongada transmisión oral y escrita, lo que ha generado dificultades para su traducción y diferencias en las versiones antiguas y modernas. El himno comienza con una invitación a alabar al Señor, quien ha convocado a su pueblo para la lucha (vv. 2-3). Expresiones como «soltarse las cabelleras» indican disposición para el combate. Se ensalza a Dios por su intervención salvadora (vv. 3-5), utilizando imágenes poéticas de la naturaleza estremeciéndose para ilustrar su poder. La situación previa era crítica, con los caminos inseguros y el pueblo desviado hacia otros dioses, hasta que Débora se levantó para liderar la lucha junto a Barac (vv. 6-8). 
El canto alaba a las tribus que respondieron al llamado —Efraím, Benjamín, Maquir, Isacar, Zabulón y Neftalí— y reprocha a las que permanecieron indiferentes, como Rubén, Galaad, Dan y Aser (vv. 13-18). Llama la atención la ausencia de Judá, probablemente porque no tuvo protagonismo en ese momento. La batalla se desarrolló en Tanac, cerca de Meguido, donde los israelitas enfrentaron a sus enemigos (vv. 19-22). El canto maldice a los habitantes de Meroz por no unirse a la lucha (v. 23) y ensalza a Yael, quien derrotó a Sísara, general enemigo, convirtiéndose en heroína (vv. 24-27). El himno incluye una nota irónica al narrar cómo la madre de Sísara espera en vano su regreso mientras imagina el reparto del botín (vv. 28-30). Concluye pidiendo a Dios que sus enemigos perezcan y que sus amigos brillen como el sol naciente (v. 31). Cantos similares de victoria y libertad se encuentran en la Biblia, como el Canto de Moisés tras el paso del Mar Rojo (Éx 15,1-21), algunos salmos (Sal 18; 68; 118; 126; 149), y el Canto de Judit (Jdt 16,1-17), que, aunque más tardío, guarda semejanzas con el de Débora. Estos cantos manifiestan la alegría y gratitud hacia Dios, siendo una forma de alabarlo y bendecirlo.

Desde el comienzo y hasta la consumación de los tiempos, toda la obra de Dios es bendición. Desde el poema litúrgico de la primera creación hasta los cánticos de la Jerusalén celestial, los autores inspirados anuncian el designio de salvación como una inmensa bendición divina.